# マイク・モロフ
マイク・モロフ（Mike Moroff）は、アメリカ合衆国出身の映画俳優。

## 出演
- ロボコップ
- インディ・ジョーンズ/若き日の大冒険 パンチョ・ビリャ